# Бенсон (риба)
Бенсон (1984 – 4. август 2009) је био „највећи и најомиљенији шаран Британије“. Бенсонова популарност је била толика да је ухваћена 63 пута за 13 година, иако је приступачност која ју је учинила популарном такође узрок контроверзи међу пецарошком елитом. Такође је називана „рибом народа“. и читаоци Англер Мејла-а су је изгласали за омиљеног шарана у Британији 2005.
Риба, која је била женка, првобитно је била једна у пару: њен првобитни сапутник, Хеџс, нестао је у поплави реке Нин 1998. Обе рибе су добиле назив због рупе у Бенсоновом леђном перају која је подсећала на опекотину од цигарете, у референци на Бенсон и Хеџиса. На свом врхунцу тежине, 2006. године, имала је 29,1kg.
Бенсон је умрла 4. августа 2009. године у доби од 25 година. У тренутку смрти, била је тешка као велики пас и вредна 20000 британских фунти. Власник језера у којем је живела је навео да су је случајно отровали пецароши користећи некуване тигрове орахе као мамац, иако докази указују на супротно (погледајте одељак о смрти испод). Други могући узрок смрти биле су компликације током производње јаја.

## Популарност
Бенсон је живела у језеру Кингсфишер у комплексу језера Блубел, код Тансора недалеко од Ондла у Нортхемптону. Била је један од око 150 шарана у језерима Блубел, којима се управља на начин да „се обезбеди најбоље окружење за потенцијал раста рибе". Стив Брод, уредник магазина УК Шаран, приписао је Бенсонину славу „њеној приступачности“: 
„Међу љубитељима пецања, постоји око 20 имена која се могу назвати „одомаћенима”. Бенсон је била при врху те листе. Оно што ју је учинило славном је била њена приступачност. За разлику од осталих великих шарана, она је била риба за свакодневног човека. Свако је могао да покуша да је ухвати.”
Међутим, управо је ова приступачност учинила рибу контроверзном међу спортском елитом: „Свакодневни риболовци су је волели јер је постојала шанса да се фотографишу са неком од великих риба... неким озбиљним пецарошима није се допала јер је била отворена свима."
Бенсонина репутација честог хватања је прикривао њену непредвидљивост. „Постојао је период када су Бенсон хватали сваког понедељка шест недеља заредом. Тада се чинило да је нестала наредних 12 месеци.“

## Смрт
Дејли телеграф је у августу 2009. објавио да је риба „отрована“:
„Количина некуваних ораха, који су отровни за рибе које не могу да их сваре, су пронађене на обалама језера. Власник Блубел језера, Тони Бриџфут, рекао је да је риба убијена од стране „неодговорних пецароша [...] Њена пропаст је била интродукција хране која је штетна рибама.”
Бенсонина наследница у популарности можда неће живети превише далеко од некадашњег ловишта рибе. „Исти комплекс у коме је Бенсон живела има много обећавајућих риба од 40 фунти. Постоји једна — Зед-Риба (the Z-Fish) — која је мало лакша од 23kg и још увек расте.“
Од тада је потврђено да највероватнији узрок смрти није тровање орашастим плодовима, већ репродуктивне компликације услед гравидности.